# طفرة جسدية
الطفرة الجسدية هي تغيير في تسلسل الحمض النووي لخلية جسدية في كائن متعدد الخلايا مع خلايا تكاثر مخصصة؛ أي طفرة تحدث في خلية غير الأمشاج أو الخلية الجرثومية أو الخلية المشيمية. على عكس طفرات السلالة الجرثومية، التي يمكن أن تنتقل إلى أحفاد الكائن الحي، لا تنتقل الطفرات الجسدية عادةً إلى الأحفاد. هذا التمييز غير واضح في النباتات، التي تفتقر إلى السلالة الجرثومية المخصصة، وفي تلك الحيوانات التي يمكنها التكاثر اللاجنسي من خلال آليات مثل التبرعم، مثلما هو الحال في أعضاء من جنس الهيدرا المتعلق بالقراصات.
في حين أن الطفرات الجسدية لا تنتقل إلى نسل الكائن الحي، فإن الطفرات الجسدية ستكون موجودة في جميع أحفاد خلية داخل نفس الكائن الحي. تنجم العديد من السرطانات عن الطفرات الجسدية المتراكمة.

## تأثر جزء من الخلايا
يشير المصطلح الجسدي عمومًا إلى خلايا الجسم، على عكس الخلايا التناسلية (السلالة الجرثومية)، التي تؤدي إلى تكوين البويضة أو الحيوانات المنوية. على سبيل المثال، في الثدييات، تشكل الخلايا الجسدية جميع الأعضاء الداخلية والجلد والعظام والدم والنسيج الضام. يوجد ما يقرب من 220 نوعًا من الخلايا الجسدية في جسم الإنسان.
في معظم الحيوانات، يحدث فصل الخلايا الجرثومية عن الخلايا الجسدية (تطور الخط الجرثومي) خلال المراحل المبكرة من التطور. بمجرد حدوث هذا الفصل في الجنين، لا يمكن أن تنتقل أي طفرة خارج خلايا السلالة الجرثومية إلى نسل الكائن الحي. ومع ذلك، فإن الطفرات الجسدية تنتقل إلى كل ذرية الخلية الطافرة داخل نفس الكائن الحي. لذلك قد يحمل قسم كبير من الكائن الحي نفس الطفرة، خاصة إذا حدثت هذه الطفرة في مراحل مبكرة من التطور. قد يكون من الصعب اكتشاف الطفرات الجسدية التي تحدث لاحقًا في الكائنات الحية، لأنها قد تؤثر على خلية واحدة فقط - على سبيل المثال: الخلايا العصبية بعد الانقسام الفتيلي؛ وبالتالي فإن التحسينات في تسلسل الخلية المفردة هي أداة مهمة في دراسة الطفرة الجسدية. يمكن لكل من الحمض النووي والحمض النووي للميتوكوندريا للخلية أن يراكم الطفرات؛ وقد تورطت الطفرات الجسدية في الميتوكوندريا في تطوير بعض الأمراض العصبية التنكسية.

## الطفرات الوراثية
يعد تعريف الطفرة الجسدية على أنها أي طفرة لا يمكن أن تنتقل إلى النسل مفيدًا في الحيوانات التي لديها خط جرثومي مخصص لإنتاج الخلايا التناسلية. ومع ذلك، فهي قليلة القيمة في فهم وراثة الطفرة الجسدية في الكائنات متعددة الخلايا التي لا تحدد الخلايا الجرثومية في التطور المبكر. لا تحتوي النباتات والحيوانات القاعدية مثل الإسفنج والشعاب المرجانية على خط جرثومي؛ بدلًا من ذلك، تولد الأمشاج من الخلايا الجذعية متعددة القدرات في الأنسجة الجسدية البالغة. في النباتات المزهرة، على سبيل المثال، يمكن أن تنشأ الخلايا الجرثومية من الخلايا الجسدية البالغة في النسيج الإنشائي الزهري. الحيوانات الأخرى التي ليس لها خط جرثومي محدد تشمل الغُلبيات والديدان المفلطحة.
هذا التمييز غير واضح أيضًا في الكائنات الحية التي يمكنها التكاثر اللاجنسي، دون إنتاج الأمشاج. على سبيل المثال، يمكن للحيوانات في جنس الهيدرا المتعلق بالقراصات التكاثر اللاجنسي من خلال آلية التبرعم (يمكنها أيضًا التكاثر عن طريق الاتصال الجنسي). في الهيدرا، يتطور برعم جديد مباشرة من الخلايا الجسدية للهيدرا الأم. يمكن أن تنتقل الطفرة الموجودة في الأنسجة التي تؤدي إلى نشوء الكائن الحي إلى ذلك النسل.
تتكاثر العديد من النباتات بشكل طبيعي من خلال التكاثر الخضري - نمو نبات جديد من جزء من النبات الأم - تكاثر الطفرات الجسدية دون خطوة إنتاج البذور. يحث البشر بشكل مصطنع على التكاثر الخضري عن طريق التطعيم وعقل الساق.